# Winthemia roblesi
Winthemia roblesi là một loài ruồi trong họ Tachinidae.